# بلدة نورث ريتش (كانساس)
بلدة نورث ريتش هي بلدة في مقاطعة أندرسون، كانساس، الولايات المتحدة الأمريكية. اعتبارًا من تعداد 2010، كان عدد سكانها 107.

## روابط خارجية
- مدينة سيتي.كوم